# Alfred Jaklitsch

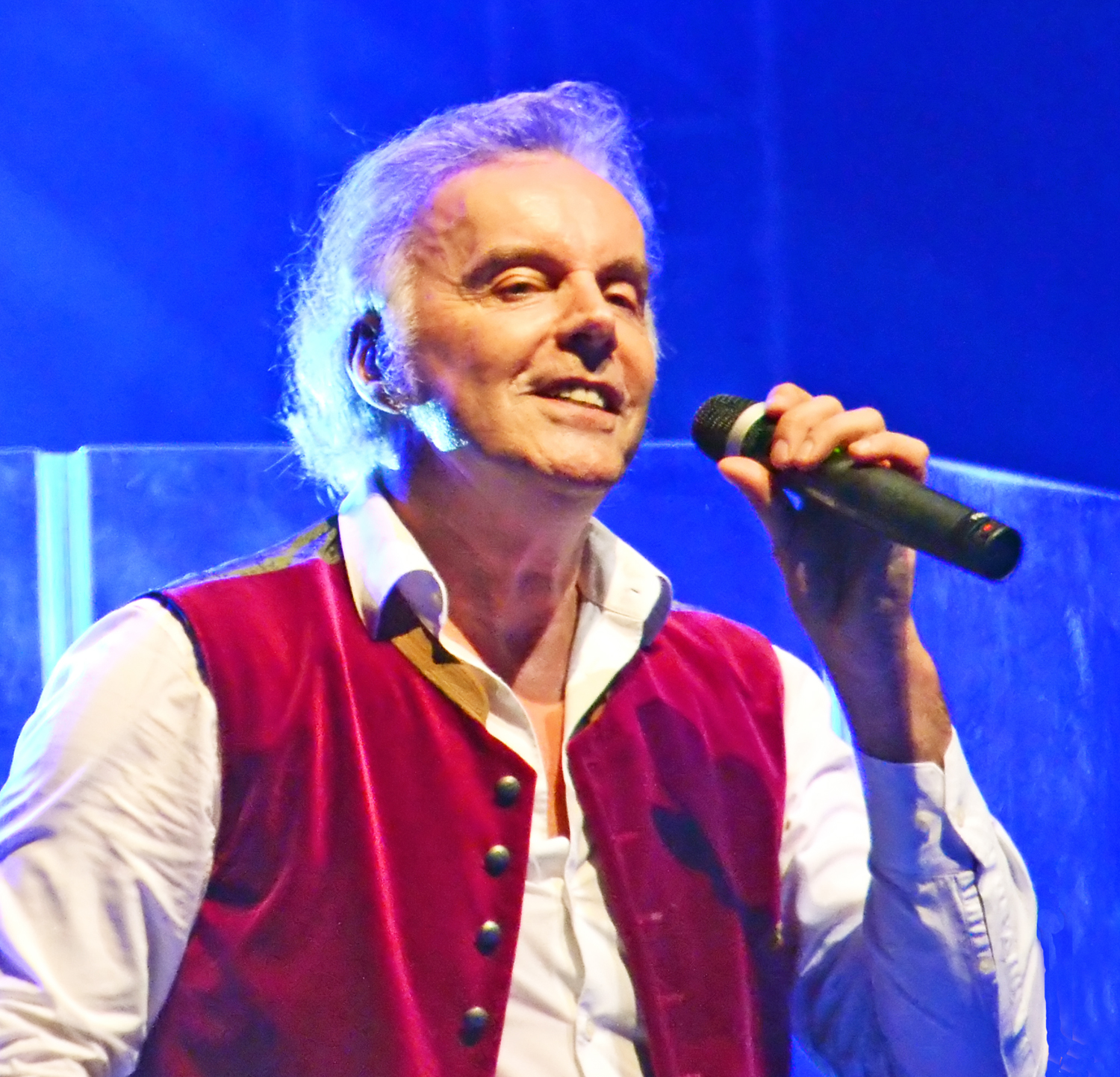
Alfred Jaklitsch (2014)

Alfred Jaklitsch (auch Freddy Jaklitsch; * 22. Januar 1960 in Bad Aussee) ist ein österreichischer Sänger, Bandleader, Komponist und Musikproduzent. Er ist der Kopf der Gruppe Die Seer.

## Leben und Wirken
Bereits während der Schulzeit gründete Alfred Jaklitsch zusammen mit Andy Schweitzer und Manfred Temmel die Band Joy, die aber zunächst nicht über regionale Bedeutung hinauskam. Erst nach einer Neugründung 1984 stellte sich größerer Erfolg ein. Die Band bekam einen Plattenvertrag. Zwischen 1986 und 2015 erschienen fünf Alben in englischer Sprache, wobei Jaklitsch auch einige Titel als Komponist beisteuerte. Die Band spielte unter anderem in der DDR-Fernsehsendung Ein Kessel Buntes, in den USA, in Ostasien und in Moskau. Jaklitsch war Mitglied bei Joy von 1984 bis 1988 und von 1994 bis 2012.
Nach der Trennung der Popband Joy und einem kurzen Soloauftritt als Freddy Jay startete Alfred Jaklitsch ein Musikprojekt, welches Elemente der traditionellen Volksmusik und moderner Popmusik verband. 1995 legte er in Eigenproduktion 100 Maxi-CDs auf. 
1996 gründete Alfred Jaklitsch mit Manfred Temmel die Gruppe Seer, die einen Stilmix aus traditioneller volkstümlicher Musik und Popmusik pflegt mit mundartlich angehauchten deutschen Texten. Die Gruppe erreichte Riesenerfolge. 16 ihrer Alben erreichten in Österreich Platin- und 3 Goldstatus. Alle Kompositionen stammen von Alfred Jaklitsch, der auch zum überwiegenden Teil als Produzent fungierte. Die Seer waren Gäste bei allen großen Fernsehshows.
2018 veröffentlichte Alfred Jaklitsch sein erstes Soloalbum ER/Sternfischen mit 13 eigenen Titeln.
Jaklitsch ist verheiratet, hat zwei Kinder und lebt in Bad Aussee.